# GENERIC
No GNU Compiler Collection, GENERIC é uma linguagem usada para definir a representação intermédia do código usada por todas as fachadas do GCC. O middle-end do GCC, com início na representação através do formato GENERIC e terminando após a expansão para RTL, contém todos os optimizadores e analisadores que trabalham independentemente tanto da linguagem compilada como da arquitectura alvo.